# Wisk

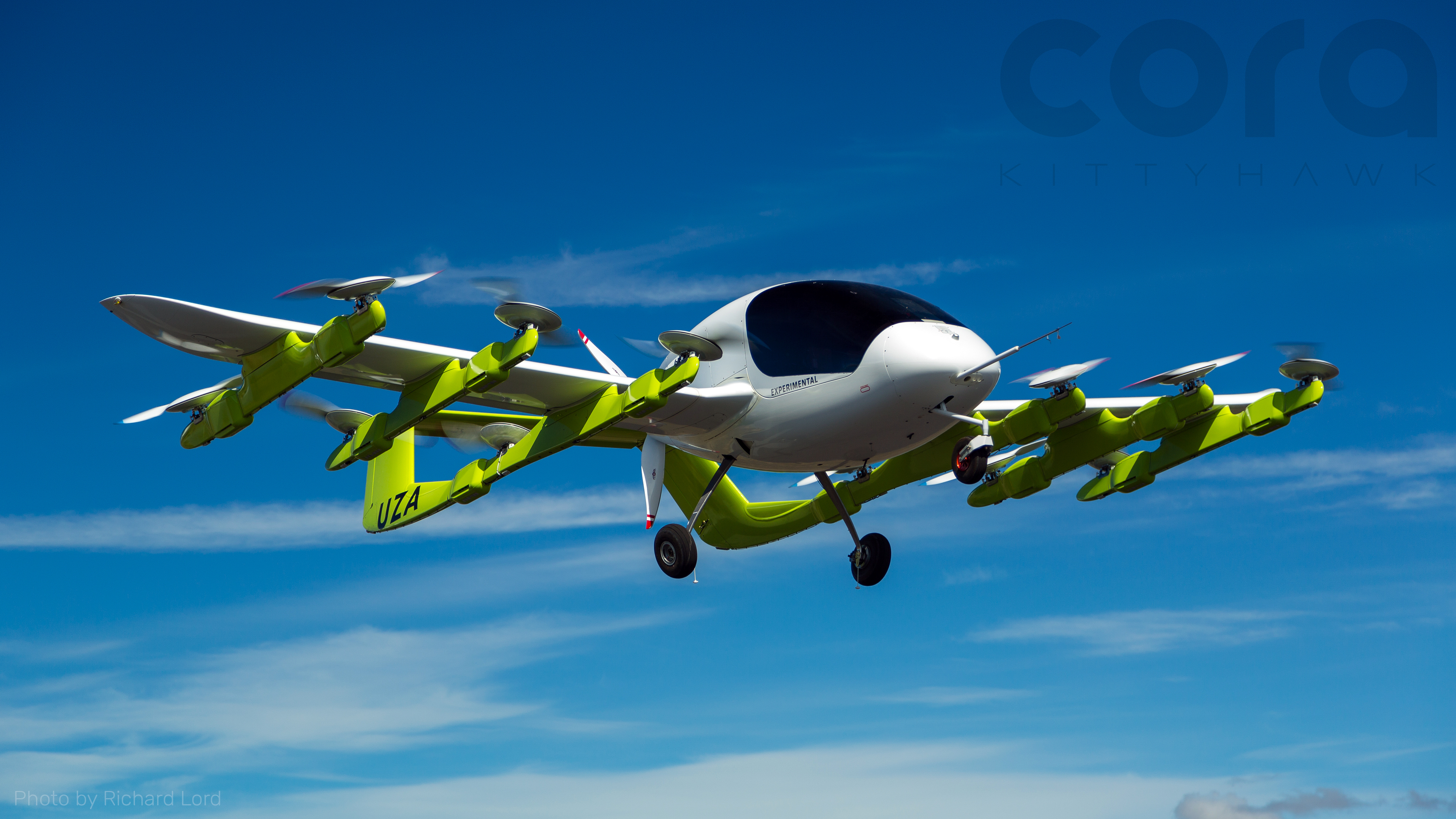
ニュージーランドで試験飛行を行う ｢Cora｣ ｡

Wisk  Aero（ウィスク・エアロ、英語: Wisk Aero） は、アメリカ合衆国カリフォルニア州マウンテンビューに本社を置く、電動垂直離着陸機（eVTOL）開発企業。2019年にボーイングとキティホーク・コーポレーションの合弁により設立。

## 略歴
2019年12月、キティホークの子会社Zephyr Airworksを前身として、ボーイングとキティホークの合弁により設立。
2020年2月、自動運転型eVTOLを用いたエアタクシーサービスのトライアルを実施することでニュージーランド政府と合意。
2020年11月、自動運転型のeVTOL実用化に向けた認証策定や標準化に関して、NASAとの提携を発表。

## 製品概要[4]
名称：Cora（全電動型のeVTOL）
初飛行：2017年
乗客数： 2人
飛行高度：地上約450 m
寸法：長さ約 6.4 m、翼幅 11 m
装備：リフトファン12個（離着陸用）、プロペラ1個（推進用）
航続距離：約40 km
速度：時速約160 km
当局からの規制：ニュージーランド民間航空局（CAA）と米国連邦航空局（FAA）から実験用の耐空証明を取得済み

## 関連企業
- キティホークコーポレーション
- ボーイング ネクスト